# Крізь Всесвіт
«Крізь Всесвіт» (англ. Across the Universe) — фільм-мюзикл режисерки Джулі Теймор за сценарієм Діка Клемента і Єна Ла Френаса, заснований на 34 композиціях групи «Бітлз» 1963—1969 років в сучасному виконанні. Головні ролі у фільмі виконали Джим Стерджес і Еван Рейчел Вуд, для виконання невеликих ролей-камео були запрошені такі зірки як Боно, Джо Кокер, Сальма Гайєк та інші. Всі актори самостійно виконали всі пісні для фільму.
Прем'єра фільму відбулася 10 вересня 2007 року на кінофестивалі в Торонто.
У 2008 році фільм номінований на «Оскар» (кращий дизайн костюмів), а також був номінований на «Золотий глобус» (кращий фільм — комедія/мюзикл), але так і не отримав премій.

## Сюжет
Фільм розповідає історію, яка відбувається в кінці 1960-х років з молодою людиною на ім'я Джуд (Джим Старджес). Джуд подорожує з рідного Ліверпуля в США в пошуках свого батька, якого він ніколи не бачив. Він знаходить його в Принстонському університеті, виявляється, що його батько і не підозрював про існування сина. Там же Джуд знайомиться зі студентом Максом Керіганом (Джо Андерсон) і його сестрою Люсі (Еван Рейчел Вуд). Макс кидає університет і разом з Джудом переїжджає в Нью-Йорк.
Макс влаштовується таксистом, а Джуд знаходить себе в роботі художника. Разом вони знімають квартиру, їх сусідка — починаюча співачка Сейді (Дана Фукс). Незабаром до них приєднуються Джо-Джо (Мартін Лютер Маккой) — гітарист, який переїхав в Нью-Йорк після смерті свого молодшого брата під час расового бунту з Детройта, і Пруденс (T.V. Carpio) — дівчина-лесбійка з Огайо. Ден — хлопець Люсі — гине на війні, і вона переїжджає в Нью-Йорк і приєднується до компанії.
Після того, як Макса закликають на службу в армію і відправляють на війну у В'єтнамі, Люсі втягується в радикальне антивоєнний рух під проводом якогось Пако. Відмінності у поглядах призводять до погіршення відносин Джуда і Люсі. Незадоволений тим, що Люсі весь свій вільний час проводить з антивоєнною групою, в один з днів Джуд вривається в їх офіс і нападає на Пако. Після цього Люсі йде від Джуда. Джуд зауважує Люсі на антивоєнної демонстрації в Колумбійському університеті, під час якої поліція затримує багатьох демонстрантів, включаючи Люсі. За спробу допомогти Люсі Джуда також заарештовують. Батько Джуда переконує поліцію не застосовувати до нього ніяких заходів. Але так як він не може довести, що він дійсно його батько, Джуда депортують назад в Англію.
У В'єтнамі Макс отримує поранення, і його повертають назад в США. Люсі остаточно пориває з угрупованням, коли зрозуміла, що Пако і його спільники виготовляють бомбу. Перебуваючи в Ліверпулі, Джуд читає в місцевій газеті про вибух саморобної бомби, на якій підірвалися члени таємної антивоєнної угруповання в Нью-Йорку, і впевнений, що Люсі теж загинула. Пізніше від Макса він дізнається, що Люсі жива, і легально повертається у США. В кінці фільму Джуд знову зустрічає Люсі на даху будинку під час незаконного концерту Сейді і Джо-Джо.

## Музичний супровід
Музичний супровід до фільму містить 25 пісень у виконанні головних героїв. Також 4 пісні були виконані запрошеними зірками (Боно, Едді Іззард і Джо Кокер).
Одну пісню («Let It Be») виконує епізодичний персонаж.
Також одну композицію («Blue Jay Way») виконує техаська інді-група «The Secret Machines».
У 29 піснях вокалісти присутні на екрані при виконанні композиції.
Решта 5 композицій — дві пісні, виконані за кадром, і три інструментальні композиції.
Окрім композицій групи «Бітлз» у фільмі звучить музика композитора Еліота Голденталя, з яким режисер Джулія Теймор також працювала над фільмами «Тітус» і «Фріда».

### Використання пісень «Бітлз»
На початку фільму в кадрі з'являється Джуд і починає співати строфу з пісні «Girl». У наступній сцені під час випускного балу Люсі співає «Hold Me Tight», звертаючись до свого хлопця Деніела, дія перемикається в ліверпульський клуб «Печера», де дівчина Джуда Моллі співає продовження цієї ж пісні.
Джуд збирається до Америки на пошуки свого батька. Для пригніченою цією новиною Моллі він співає «All My Loving», щоб довести, що він залишиться їй вірний. Джуд продовжує співати пісню, стоячи на палубі корабля, відпливаючого в Америку.
У наступній сцені дія переміщається в місто Дейтон, штат Огайо. На футбольному полі Пруденс в костюмі дівчата з групи підтримки співає пісню «I Want to Hold Your Hand» як повільну баладу, висловлюючи свої почуття до дівчини-лідеру групи підтримки. В кінці пісні вона йде з поля і ловить машину, яка везе її в Нью-Йорк.
У Прінстонському університеті Макс приводить Джуда до свого гуртожитку і разом зі своїми друзями співає йому пісню «With a Little Help from My Friends». Всі разом вони відправляються в ресторан, потім гуляють по околицях, продовжуючи співати пісню.
Люсі отримує лист від Деніела, про те що він приїде у відпустку додому перед відправкою до В'єтнаму, і співає пісню «It won't Be Long» разом з подругою і молодшою сестрою.
Макс запрошує Джуда до себе додому на День подяки, після вечері Макс, Джуд і Люсі йдуть в боулінг. Джуд розуміє, що йому подобається Люсі, і співає пісню «i've Just Seen a Face».
Дія фільму переключається на сцену масових заворушень в Детройті. Маленький чорношкірий хлопчик, ховаючись за рештками згорілого автомобіля, співає першу строфу пісні «Let It Be». Пісня продовжує звучати під час прощальної церемонії в церкві. Потім дія переноситься назад до Люсі, вона знаходиться на похоронах Деніела, який загинув у В'єтнамі. У наступній сцені виконання пісні змінюється — її виконує хор в стилі госпел в церкві, де прощаються з хлопчиком, почав співати пісню. Загиблий хлопчик виявляється братом Джо-Джо.
Джо-Джо залишає Детройт і приїжджає в Нью-Йорк, де його зустрічає Джо Кокер, спочатку в образі жебрака, потім сутенера, а потім хіпі, виконуючи при цьому пісню «Come Together». Поки звучить пісня, Джо-Джо влаштовується на роботу гітаристом в кафе «Huh?».
Наступне використання композицій «Бітлз» відбувається в клубі, на сцені Сейді виконує пісню «Why don't We Do It in the Road?», Джо-Джо акомпанує їй на гітарі. Джуд і Люсі виходять подихати свіжим повітрям, потім після розмови з Джудом Люсі співає пісню «If I Fell».
На призовному пункті, куди приходить Макс, отримав повістку до армії, починає звучати пісня «I Want You (she's So Heavy)». Сцена трансформується у фантазію, Макса та інших призовників оточують і піддають тестуванню однакові, що рухаються як роботи, солдати. Коли пісня доходить до рядка «she's So Heavy», в кадрі солдати йдуть по мініатюрному В'єтнаму, несучи на спинах статую Свободи. В кінці композиції Сейді співає рядок «I Want You», звертаючись до Джо-Джо, а потім спостерігає за ними Пруденс співає цю ж позицію, але вже звертаючись до Сейді.
Пруденс замикається в гардеробі, страждаючи через своїх почуттів до Сейди, всі інші для неї співають пісню «Dear Prudence», вмовляючи її вийти назовні. Пісня продовжує звучати під час антивоєнної демонстрації на 5-й авеню.
Друзі вирушають на вечірку в честь просування книги Доктора Роберта, куди їх запрошує продюсер Сейди. Боно в образі Доктора Роберта виконує пісню «I Am the Walrus», пісня продовжує звучати під час їх подорожі на розмальованому автобусі. Опинившись в невідомому місці, вони йдуть на звук музики і потрапляють в цирк, де Едді Іззард в образі містера Кайта співає «Being for the Benefit of Mr. Kite!». Після цирку герої, лежачи на траві в полі, співають «Because».
У наступній сцені Джуд співає «Something», милуючись сплячої Люсі і роблячи начерк на папері.
Наступну пісню «Oh! Darling» Сейді виконує на сцені під час концерту, акомпанує їй Джо-Джо на гітарі, але через розбіжності між ними виконання пісні йде не так, як замислювалося, Сейді йде зі сцени і їде з продюсером, і Джо-Джо в самоті доспівує пісню.
Джуд намагається створити логотип для студії Сейди, використовуючи як спосіб суницю, при цьому Джуд співає пісню «Strawberry Fields Forever», а Люсі являє брата, який в той момент знаходиться у В'єтнамі. Зображення перетворюється в набір фантастичних образів з полуницею, падаючої на В'єтнам, наче бомби.
Увірвавшись з піснею «Revolution» у штаб антивоєнної організації, Джуд б'є їх керівника Пако. Покинувши їх штаб, Джуд бачить на екранах телевізорів в магазині новину про загибель Мартіна Лютера Кінга. У цей час починає звучати пісня «While My Guitar Gently Weeps» у виконанні Джо-Джо.
Люсі відправляється на демонстрацію в Колумбійському університеті. За нею слід Джуд, по дорозі в метро він співає «Across the Universe». Пісня переходить в «Helter Skelter» у виконанні Сейди: як і було показано у флешфорварді на початку фільму, Люсі заарештовують і Джуда, що намагається пробитися до неї крізь натовп, теж.
Люсі відвідує в лікарні пораненого брата, той співає пісню «Happiness Is a Warm Gun», під час виконання якої медсестра (Сальма Хайєк) вколює йому заспокійливе.
Коли Джуд, повернувся до Англії, читає в газеті про загибель від вибуху бомби учасників американського антивоєнного підпілля, звучить інструментальна версія «A Day in the Life».
Люсі з братом сидить на березі, де колись гуляла з Джудом, і співає пісню «Blackbird».
Джуд п'є пиво в барі. У той же час Макс сидить у барі в Нью-Йорку і, подумки звертаючись до Джуду, співає для нього «Hey Jude». Під час пісні показано, як Джуд збирається і їде в Америку, де його зустрічає Макс. Вони їдуть до дому, де на даху Сейди, возз'єднавшись з Джо-Джо, співає «don't Let Me Down», проте потім поліцейські зганяють музикантів з даху. Залишившись на даху один, Джуд починає співати «All You Need Is Love» і незабаром до нього приєднуються інші. Люсі, яку не пускають поліцейські, піднімається на дах будинку навпроти. Побачивши її, Макс починає співати «She Loves You». Фільм закінчується, коли погляди Люсі і Джуда зустрічаються.
Фінальні титри йдуть під «Lucy in the Sky with Diamonds» у виконанні Боно і інструменталки «Flying».

### Композиції «Бітлз», використані у фільмі
У списку перераховані 34 композиції, написані членами групи «Бітлз», в тому порядку, в якому вони звучать у фільмі, і вказані актори, що виконали їх для фільму.
1. «Girl» — Джим Стерджес
2. «Helter Skelter» — Дана Фукс (уривок з пісні, повна версія прозвучала пізніше)
3. «Hold Me Tight» — Еван Рейчел Вуд і Ліза Хог
4. «All My Loving» — Джим Стерджес
5. «I Want to Hold Your Hand» — T.V. Carpio
6. «With a Little Help from My Friends» — Джо Андерсон, Джим Стерджес та «Dorm Buddies»
7. «It Won't Be Long» — Еван Рейчел Вуд та «Students»
8. «I've Just Seen a Face» — Джим Стерджес
9. «Let It Be» — Керол Вудс, Тімоті Мітчем та церковний хор
10. «Come Together» — Джо Кокер і Мартін Лютер Маккой
11. «Why Don't We Do It in the Road?» — Дана Фукс
12. «If I Fell» — Еван Рейчел Вуд
13. «I Want You (She's So Heavy)» — Джо Андерсон, «Soldiers», Дана Фукс і T.V. Carpio
14. «Dear Prudence» — Дана Фукс, Джим Стерджес, Єва Рейчел Вуд і Джо Андерсон
15. «Flying» — інструментальна композиція, фрагмент в виконанні групи The Secret Machines
16. «Blue Jay Way» — фрагмент композиції у виконанні групи «The Secret Machines»
17. «I Am the Walrus» — Боно (акомпанемент «The Secret Machines»
18. «Being for the Benefit of Mr. Kite!» — Едді Іззард
19. «Because» — Еван Рейчел Вуд, Джим Стерджес, Джо Андерсон, Дана Фукс, T. V. Carpio і Мартін Лютер Маккой
20. «Something» — Джим Стерджес
21. «Oh! Darling» — Дана Фукс, Мартін Лютер Маккой
22. «Strawberry Fields Forever» — Джим Стерджес і Джо Андерсон
23. «Revolution» — Джим Стерджес
24. «While My Guitar Gently Weeps» — Мартін Лютер Маккой (разом з Джимом Стерджесом один куплет)
25. «Across the Universe» — Джим Стерджес (виконання цієї пісні плавно переходить до наступної)
26. «Helter Skelter» — Дана Фукс
27. «And I Love Her» — короткий фрагмент, об'єднаний з оркестровою темой, звучащою під час композицій «Across the Universe» і «Helter Skelter»
28. «Happiness Is a Warm Gun» — Джим Стерджес, Джо Андерсон, пацієнти лікарні і Сальма Хайок
29. «Revolution» — короткий фрагмент у виконанні Джима Стерджеса
30. «A Day in the Life» — у виконанні Джефа Бека (інструментальна версія пісні, записаної в 1998 році для альбому Джорджа Мартіна «In My Life»)
31. «Blackbird» — Еван Рейчел Вуд
32. «Hey Jude» — Джо Андерсон (разом з Анджелою Моунслі — одна строфа)
33. «Don't Let Me Down» — Дана Фукс і Мартін Лютер Маккой
34. «All You Need Is Love» — Джим Стерджес, Дана Фукс, T.V. Carpio і Мартін Лютер Маккой
35. «She Loves You» — Джо Андерсон (рядок «she loves you yeah, yeah, yeah» під час виконання пісні «All You Need Is Love»)
36. «Lucy in the Sky with Diamonds» — Боно (бек-вокал — «The Edge»), звучить під час титрів
37. «Flying» — інструментальна композиція — розширена версія у виконанні групи «The Secret Machines», звучить під час титрів

## У ролях

### Головні ролі
- Джим Стерджес — Джуд
- Еван Рейчел Вуд — Люсі Керріган
- Джо Андерсон — Макс Керріган
- Дана Фукс — Сейді
- Мартін Лютер Маккой — Йо-Йо
- T. V. Carpio — Пруденс

### Камео
- Боно — лікар Роберт
- Едді Іззард — містер Кайт
- Сальма Гаєк — п'ять медсестер-клонів одночасно
- Джо Кокер — жебрак, сутенер і хіпі (три персонажа послідовно під час виконання пісні «Come Together»)

### В епізодах
- Спенсер Liff — Деніел (попередній хлопець Люсі)
- Ліза Хог — Моллі (попередня дівчина Джуда, в Ліверпулі)
- Анджела Моунслі — Березня Фіні (мати Джуда)
- Роберт Клохесі — Уес Хьюбер (батько Джуда)
- Логан Маршалл-Грін — Пако
- Гаррі Леннікс — сержант